# Elements of Persuasion
Elements of Persuasion är ett album av Dream Theater-sångaren James LaBrie, hans första under eget namn efter att tidigare släppt två album under namnet Mullmuzzler. Det gavs ut 2005.

## Låtlista
1. "Crucify" - 6:01
2. "Alone" - 5:37
3. "Freak" - 5:30
4. "Invisible" - 5:38
5. "Lost" - 3:42
6. "Undecided" - 5:31
7. "Smashed" - 5:34
8. "Pretender" - 5:34
9. "Slightly Out of Reach" - 6:11
10. "Oblivious" - 5:23
11. "In Too Deep" - 6:57
12. "Drained" - 5:11

## Medverkande
- James LaBrie - sång
- Marco Sfogli - gitarr
- Bryan Beller - bas
- Matt Guillory - keyboard
- Mike Mangini - trummor